# Alexander Alexandrov Yordanov
Alexander Alexandrov Yordanov (Varna, 13 febbraio 1952) è un politico bulgaro, europarlamentare nella IX legislatura.